# Клюномуцунест кит на Хектор
Клюномуцунестият кит на Хектор (Mesoplodon hectori) е вид бозайник от семейство Hyperoodontidae.

## Разпространение и местообитание
Този вид е разпространен в Австралия (Коралови острови, Лорд Хау и Тасмания), Аржентина (Чубут), Бразилия (Рио Гранди до Сул), Нова Зеландия (Антиподи, Кермадек, Северен остров, Чатъм и Южен остров), САЩ (Калифорния), Фолкландски острови, Чили и Южна Африка (Западен Кейп и Източен Кейп).
Обитава океани и морета в райони с умерен климат.

## Описание
Теглото им е около 1000 kg.